# Pieve di San Giovanni Battista a Montecodano
La pieve di San Giovanni Battista a Montecodano era un edificio situato nella parte nord-orientale del territorio comunale di Civitella Paganico. La sua esatta ubicazione era presso la località di Montecuriano.
Di origini medievali, la chiesa era inizialmente suffraganea dell'Abbazia di San Salvatore a Giugnano, presso Roccastrada, per poi passare sul finire del XII secolo alle dipendenze della non lontana Abbazia di San Lorenzo al Lanzo, grazie all'intervento degli Ardengheschi, signori della zona.
In epoca duecentesca, l'edificio religioso fu elevato a pieve, nell'ambito territoriale dell'Arcidiocesi di Siena, dopo essere stata ceduta dagli abati della Badia Ardenghesca ai vescovi senesi.
La pieve di San Giovanni Battista a Montecodano ebbe come suffraganea la chiesa di San Vincenzo presso il Castello di Casenovole, almeno fino ai primi anni del Quattrocento. Successivamente, per cause ancora incerte, l'edificio religioso fu abbandonato a vantaggio della non lontana suffraganea, che durante il secolo successivo venne elevata a pieve ed intitolata a San Giovanni Battista, in ricordo di questa chiesa.
Dell'antica pieve è stata perduta ogni traccia, pur essendo stata identificata la località di Montecuriano come luogo di ubicazione.